# Винчи, Роберта
Робе́рта Ви́нчи (итал. Roberta Vinci; род. 18 февраля 1983, Таранто) — итальянская профессиональная теннисистка, бывшая первая ракетка мира в парном и седьмая — в одиночном разряде. Обладательница карьерного Большого шлема в женском парном разряде, финалистка одного турнира Большого шлема в одиночном разряде (Открытый чемпионат США-2015), победительница 35 турниров WTA (десять — в одиночном разряде). Четырёхкратная обладательница Кубка Федерации (2006, 2009, 2010, 2013) в составе национальной сборной Италии.

## Спортивная карьера

### Первые годы карьеры
Роберта Винчи начала играть в теннис в шесть лет. Свой первый матч на профессиональном турнире провела в 14 лет, в 1997 году (турнир ITF в Галатине, Италия), а в 1998 году уже выиграла два турнира ITF в паре с соотечественницей Флавией Пеннеттой. В 1999 году в паре с Пеннеттой она победила на Открытом чемпионате Франции среди девушек. В том же году она выиграла свои первые турниры ITF в одиночном разряде.

### 2001—2003
В феврале 2001 года в Дохе Винчи в паре с француженкой Сандрин Тестю завоёвывает свой первый титул в турнире Женской теннисной ассоциации (WTA). В апреле проводит первый матч за сборную Италии. Выиграв с Глорией Пиццикини парный матч против хорваток, она начала серию из восьми побед подряд, прерванную только в 2005 году (всего на счету Винчи в выступлениях за сборную 16 побед, из них 15 в парном разряде, и только одно поражение). Выход в четвертьфинал Открытого чемпионата Франции, также с Тестю, позволяет ей войти в число ста лучших теннисисток мира в парном разряде. В дальнейшем они выходят в полуфинал Открытого чемпионата США и финал турнира I категории в Цюрихе, и Винчи оказывается уже в числе 50 лучших теннисисток в парном разряде. В итоге они с Тестю завоёвывают место в итоговом турнире WTA-тура, но в четвертьфинале уступают Каре Блэк и Елене Лиховцевой.
2002 год Винчи начала успешно, дойдя до финала двух турниров в парном разряде, включая турнир I категории в Токио. Она также снова дошла с Тестю до четвертьфинала Открытого чемпионата Франции. К 8 июля она достигла высшей в карьере двенадцатой строчки в рейтинге теннисисток в парном разряде. В июне в Ташкенте она вышла в свой первый полуфинал турнира WTA в одиночном разряде. Однако затем последовала череда неудач, и вторую половину сезона Винчи фактически пропустила, сыграв всего в четырёх турнирах и одержав лишь одну победу. 2003 год она почти полностью проводит в турнирах ITF и к июню выбывает из сотни сильнейших в парном разряде. Но всё же за год ей удаётся дважды дойти до полуфинала турниров WTA и выиграть один турнир ITF в парах. Этот же турнир в октябре она выиграла и в одиночном разряде.

### 2004—2007
В 2004 году в игре Винчи начинается новый подъём. С Эммануэль Гальярди из Швейцарии она доходит до четвертьфинала Открытого чемпионата Австралии, победив по пути две посеянных пары и уступив только первой паре турнира, Руано-Паскуаль—Суарес. На открытом чемпионате Франции она второй раз в карьере доходит до полуфинала турнира Большого шлема. В этом ей опять помогает Сандрин Тестю, с которой они нанесли поражение трём посеянным парам, пока на их пути опять не стали Руано и Суарес. В июне, после победы в Бирмингеме над 29-й ракеткой мира Натали Деши, она впервые в карьере пересекает черту топ-100 в одиночном разряде. С Татьяной Гарбин Винчи представляет Италию на Олимпиаде в Афинах, где они обыгрывают австралийскую пару, но во втором раунде попадают на испанок Мартинес и Руано, посеянных на турнире вторыми, и выбывают из борьбы, тогда как их соперницы продолжают путь к серебряным медалям. После Открытого чемпионата США Винчи возвращается в число 50 лучших теннисисток в парах. Концовка сезона, однако, опять не задалась: в парах последним турниром Винчи стал Открытый чемпионат США, а в одиночном разряде она доигрывает год в турнирах ITF и снова выбывает из первой сотни рейтинга.
В 2005 году в Истборне Винчи одерживает первую победу в одиночном разряде над соперницей из первой десятки рейтинга: в четвертьфинале она побеждает десятую ракетку мира Анастасию Мыскину. Всего же в этом турнире она одержала шесть побед, включая три в квалификации, и дошла до полуфинала, передвинувшись со 111-й строчки в рейтинге на 64-ю. Сразу после этого она доходит до третьего раунда на Уимблдоне, в первом раунде победив посеянную двадцать третьей Ай Сугияму. В парах сезон складывается для неё в целом неудачно, и даже вторая в карьере победа в турнире WTA (в Порторозе, Словения) помогает ей только вернуться в число ста сильнейших. Впервые в карьере она заканчивает сезон на более высокой позиции в одиночном разряде (где она вошла в топ-50), чем в парном.
2006 год Винчи начала с третьего в карьере парного титула WTA, завоёванного в Канберре. В дальнейшем она удачно сыграла в турнирах I категории в Берлине и Риме, вышла в третий раунд на Открытом чемпионате Франции и вернула себе место в числе 50 лучших в парном разряде. В одиночном разряде она дошла до третьего раунда на Открытом чемпионате Австралии, победив по дороге посеянную двадцать седьмой Марион Бартоли. В июле она дошла до полуфинала турнира WTA в Палермо, но в дальнейшем неудачная игра не позволила ей сохранить место в сотне сильнейших. Зато Винчи добивается важного успеха в составе сборной Италии, выиграв Кубок Федерации. В финальном матче против сборной Бельгии она с Франческой Скьявоне принесла Италии решающее очко, победив Жюстин Энен и Ким Флипкенс, не сумевших продолжить борьбу при счёте 3-6, 6-2, 2-0 в пользу итальянок.
В 2007 году наступает прорыв в одиночной карьере Винчи. Сначала в Токио она побеждает 18-ю ракетку мира Даниэлу Гантухову, а затем в феврале в Боготе впервые в карьере выходит в финал турнира в одиночном разряде и выигрывает его, победив последовательно соперниц, посеянных под четвёртым, вторым и первым номером. После Боготы она входит в топ-50, но до конца сезона ей не удаётся там закрепиться. В парах она три раза играет в финалах, причём дважды, в турнирах I категории, с Татьяной Гарбин, но начиная с Открытого чемпионата Франции их преследуют неудачи, и они так и не пробиваются в итоговый турнир сезона. Год Винчи завершает в финале Кубка Федерации, но в отличие от прошлого розыгрыша ей так и не довелось расчехлить ракетку, поскольку российская сборная после одиночных встреч разгромила итальянок 4-0.

### 2008—2010
2008 год оказался для Винчи неудачным: она не добилась успехов ни в одиночном, ни в парном разрядах. Она представляла Италию на Олимпиаде в Пекине, но в паре с Марой Сантанджело они в первом же раунде столкнулись с посеянными первыми Светланой Кузнецовой и Динарой Сафиной и проиграли 1-6, 6-3, 5-7. В конце года она оказалась далеко за пределами первой сотни в парном разряде и с трудом, благодаря победе в турнире ITF, вернулась в неё в одиночном. В 2009 году в парах Винчи с тремя разными партнёршами четыре раза доходит до полуфиналов турниров WTA и возвращается в сотню сильнейших. В одиночном разряде в Барселоне она выигрывает второй в карьере турнир, победив по пути к титулу двух посеянных соперниц, и доходит до третьего раунда на Уимблдоне. В сентябре в Токио она одержала ещё одну победу над соперницей из первой десятки рейтинга, которой стала её прежняя партнёрша Пеннетта, на тот момент десятая ракетка мира. В Кубке Федерации она в третий раз вышла со сборной в финал, но и на этот раз сыграть в нём ей не довелось, поскольку теперь уже итальянская сборная после первых двух дней финала всухую разгромила американок.
В феврале 2010 года Винчи с соотечественницей Сарой Эррани впервые за два с лишним года вышла в финал турнира WTA в парном разряде, но там их в трёх сетах победили Полона Херцог и Барбора Заглавова-Стрыцова. Два мартовских американских супертурнира (в Майами и Индиан-Уэллсе) приносят Роберте два третьих раунда. Прошлогодний титул в Барселоне защитить не удалось — обыграв, среди прочих, Резай и Дулгеру, итальянка выходит в финал, где не может ничего противопоставить соотечественнице Франческе Скьявоне — 1-6, 1-6.
В паре дуэт Эррани / Винчи за три турнира перед апрельской встречей Кубка Федерации против чешек выдаёт серию из 10 побед в 11 встречах, попутно взяв титулы в Марбелье и Барселоне (в столице Каталонии переиграна пара Мартинес Санчес / Льягостера Вивес). В дальнейшем дела в одиночном разряде не особо ладились — до японского турнира Premier 5 Роберта даже имела отрицательный баланс встреч (проиграв больше матчей, чем одержала побед). В Токио случился определённый всплеск — итальянка проходит квалификацию и доходит до третьего раунда (попутно пройдя Надежду Петрову), затем Роберта проходит из квалификации до второго раунда на турнире в Пекине (попутно пройдена Светлана Кузнецова). Вернувшись в Европу Винчи продолжила серию хороших результатов — сначала дойдя до полуфинала в Линце, а затем выиграв турнир в Люксембурге. В паре с Эррани за это время удаётся добиться двух полуфиналов (в Хертогенбосе и Линце) и одного четвертьфинала (в Монреале).

### 2011—2013
До Australian Open Роберта играет пару турниров, наиболее успешно выступив в Хобарте: в одиночном разряде Роберту останавливает в четвертьфинале будущая победительница турнира Ярмила Грот, а в паре их дуэт с Сарой Эррани пополняет свой музей очередным чемпионским трофеем. На самом же австралийском турнире Большого шлема итальянка выбывает уже на старте, проиграв в упорной борьбе в решающем сете Алисии Молик.
После январских турниров Винчи, в составе национальной сборной, сначала побеждает сборную Австралии в матче первого раунда Кубка Федерации, а затем доходит до полуфинала соревнований в Паттайе, обыграв по ходу Ану Иванович. Параллельно взят парный титул. В дальнейшем Роберта длительное время довольно быстро заканчивала свои турнирные выступления. Качественное улучшение произошло в конце апреля, когда итальянке удалось неплохо сыграть на соревновании в Барселоне: выиграв один за другим пять матчей, что завоевала первый в сезоне титул. Следом, несмотря на небольшие проблемы со здоровьем, Винчи доходит до третьих раундов на соревновании в Мадриде и на Roland Garros. Парные достижения в этот период включают финал все того же турнира в Барселоне и третий раунд на французском турнире Большого шлема. Весьма успешным оказывается и травяной сезон: итальянка сначала завоёвывает главный приз соревнований в голландском Хертогенбосе, а затем доходит до третьего раунда на Уимблдоне, где её останавливает будущая победительница турнира Петра Квитова.
В парном разряде добыт финал на соревновании в Бирмингеме, а также уроженка Таранто выходит в третий раунд на всё том же Уимблдоне. В июле Винчи вновь на несколько турниров возвращается на грунт: в Будапеште завоёван титул, а в Палермо Роберта уступает во втором раунде. На обоих соревнованиях в решающих матчах итальянке противостояло одно из открытий того сезона — румынка Ирина-Камелия Бегу; и если в Венгрии итальянка её не без труда, но обыграла, то в Италии Бегу более чем уверенно взяла реванш. Итальянка, впрочем, отыгралась в парном соревновании, где завоевала титул. Вполне удачно сложилась для Роберты и US Open Series: так на турнире в Торонто она дошла до четвертьфинала, выбив Каролину Возняцки и Ану Иванович, а на американском турнире Большого шлема вновь дошла до третьего раунда. Парная часть этого отрезка весьма насыщена достижениями: Эррани и Винчи выходят в четвертьфиналы в Цинциннати и на US Open, полуфинал в Карлсбаде и в финал в Нью-Хэйвене.
В 2012 году Роберта Винчи заявила о себе как о парном игроке. Началось всё ещё на Открытом чемпионате Австралии, где теннисистка из Италии в паре с другой итальянкой и близкой подругой — Сарой Эррани — дошла до финала, но уступила ведущей российской паре Светлана Кузнецова — Вера Звонарёва. Но в дальнейшем итальянская пара доминировала на грунтовых кортах, победив в Акапулько, Барселоне, Мадриде, Риме и, наконец, на Открытом чемпионате Франции. На Открытом чемпионате Франции Сара и Роберта, посеянные вторыми, обыграли сразу две российские пары: Елена Веснина / Екатерина Макарова и Мария Кириленко / Надежда Петрова, добившись первого в карьере титула на турнирах Большого Шлема. Эта победа позволила 29-летней Винчи впервые в карьере стать четвёртой ракеткой мира в парном разряде. Позже Винчи и Эррани дошли до четвертьфинала на Уимблдоне и Олимпийских играх в Лондоне (где уступили будущим чемпионкам сёстрам Уильямс), а на Открытом чемпионате США, где были посеяны вторыми, завоевали второй за сезон титул в турнирах Большого шлема, доведя общее число выигранных с начала года турниров до восьми. Сама Винчи впервые дошла до четвертьфинала турнира Большого шлема В октябре Винчи впервые в карьере стала первой ракеткой мира в парном разряде. Ближе к концу сезона она дважды отказывалась от участия в турнирах из-за травмы правой кисти, но в конце года появилась в Турнире чемпионок WTA в Софии и дошла до полуфинала. В Итоговом турнире WTA в парном разряде они с Эррани были посеяны первыми, но в первой же игре уступили будущим чемпионкам — Кириленко и Петровой. Тем не менее Винчи закончила год в ранге первой ракетки мира в парах, одержав за сезон 53 победы при всего 11 поражениях.
В сезоне-2013 стабильность выступлений Роберты в одиночном разряде ещё возрастает: на турнирах Большого шлема она регулярно пробивается как минимум в третий раунд, выиграв за сезон 16 матчей на соревнованиях серии и выйдя второй год подряд в четвертьфинал на US Open, где на этот раз её остановила Флавия Пеннетта. Итальянка всё увереннее чувствовала себя в матчах с игроками Top20 рейтинга. часто пробиваясь в высокие стадии соревнований не только благодаря удачным сеткам, но и сама обыгрывая высокорейтинговых противниц. Так в феврале она дошла до полуфинала соревнований в Дубае, последовательно переиграв Светлану Кузнецову, Саманту Стосур и Анжелику Кербер. Летом Винчи переломила неудачную серию игр с Сарой Эррани, дважды подряд переиграв партнёршу по паре, коей до этого уступила пять матчей кряду. Во второй половине сезона Роберта несколько раз оказывалась в одной — двух победах от вхождения в Top10 одиночного рейтинга, но каждый раз соперницы были сильнее, и покорённая в середине июня одиннадцатая строчка так и осталась её лучшим результатом. В паре альянс Эррани / Винчи провёл ещё один добротный сезон, сохранив по ходу всего года статус первой пары мира. В январе Роберта и Сара сделали ещё один шаг к карьерному Большому шлему, выиграв Australian Open. В конце сезона итальянки сделали ещё одну попытку сыграть на Итоговом турнире, но как и год назад проиграли уже на старте. В этом же году их сыгранных альянс позволил сборной вновь пробиться в финал Кубка Федерации: совместными усилиями они сначала одолели сборную США во главе с Варварой Лепченко, а затем основной состав действующего двукратного чемпиона — сборной Чехии. Победив в финале россиянок, Винчи завоевала со сборной Италии свой четвёртый Кубок Федерации.

### 2014—2015
В 2014 году в одиночных результатах Роберты произошёл значительный спад; на старте сезона она выдала шестиматчевую безвыигрышную серию и только в начале марта впервые смогла покинуть турнир не в стартовой игре. Относительного прогресса в результатах удалось добиться лишь к июлю, когда Винчи дважды побывала в финалах соревнований международной серии. Осенью удалось неплохо провести и более престижное соревнование — на крупном турнире в Пекине итальянка добралась до четвертьфинала, переиграв Агнешку Радваньскую. Парный год прошёл много стабильнее, пусть и не обошёлся без спадов, стоивших Саре и Роберте потери на несколько недель лидерства в рейтинге, однако постепенно их результаты выправились, а оба ближайших соперника, наоборот, угодили в затяжной кризис. На первых трёх турнирах Большого шлема итальянки трижды играли в финалах, выиграв Открытый чемпионат Австралии и оформив на Уимблдоне карьерный Большой шлем в этом разряде. В общей сложности они выиграли за год пять титулов (в том числе два турнира Большого шлема) и трижды проиграли в финалах (в том числе на Открытом чемпионате Франции своим основным соперницам Се Шувэй и Пэн Шуай) за 19 турниров. Винчи и Эррани в третий раз подряд закончили год как сильнейшая пара мира и во второй раз разделили между собой первое место в парном рейтинге WTA, став лишь второй парой в истории женского профессионального тенниса, которой это удалось (после Кары Блэк и Лизель Хубер в 2007-09-м годах). Они также стали пятой женской парой за Открытую эру, завоевавшей совместный карьерный Большой шлем.
Дуэт Винчи и Эррани распался в начале 2015 года, после того, как они, выиграв турнир в Окленде, выбыли из борьбы уже в третьем круге Открытого чемпионата Австралии, а затем уступили в решающей встрече четвертьфинала Кубка Федерации француженкам Кристине Младенович и Каролин Гарсии. Остаток сезона Винчи провела с итальянкой Карин Кнапп, но дальше третьего круга эта пара нигде пробиться тоже не сумела. В одиночном разряде Винчи записала на свой счёт финал в турнире WTA в Нюрнберге (где, обыграв 11-ю ракетку мира Кербер, уступила Кнапп), затем некоторое время выступала неудачно, проигрывая в первом же круге, но вернулась в форму к середине лета, добравшись до четвертьфинала сначала в Стамбуле, а затем в Торонто. На премьер-турнире в Торонто она в первом круге обыграла Кнапп, а в четвертьфинале не сумела удержать первую ракетку мира Серену Уильямс. Вскоре после этого, однако, ей удалось взять неожиданный реванш у Уильямс в полуфинале Открытого чемпионата США. Серена, завоевавшая второй за карьеру неклассический Большой шлем в одиночном разряде, была близка к тому, чтобы стать первой после Штеффи Граф обладательницей одиночного календарного Большого шлема, но внезапно проиграла сопернице, которой во всех предыдущих шести матчах не отдала ни одного сета. Винчи, перед Открытым чемпионатом США занимавшая в рейтинге 43-е место, по пути в полуфинал обыграла только одну сеяную соперницу — 25-ю ракетку мира Эжени Бушар, а в чисто итальянском финале уступила Флавии Пеннетте, посеянной под 26-м номером. Ещё в один полуфинал — на в китайском Ухане — Винчи добралась осенью после победы над четвёртой ракеткой мира Петрой Квитовой, а в ноябре приняла участие в итоговом турнире WTA Elite Trophy. Там она, выиграв свою отборочную группу, уступила в полуфинале будущей победительнице Винус Уильямс, окончив сезон на 15-м месте в рейтинге.

### Завершение карьеры
Продолжая развивать успехи, достигнутые в конце 2015 года, Винчи в январе нового сезона дошла до третьего круга на Открытом чемпионате Австралии, а в середине февраля выиграла турнир St. Petersburg Ladies Trophy, завоевав первый за годы выступлений титул в турнире премьер-класса. В феврале 2016 года Роберта впервые в своей карьере вошла в первую десятку одиночного рейтинга WTA и к маю достигла в нём седьмой позиции. Однако поражение в первом круге Открытого чемпионата Франции от 65-й ракетки мира Катерины Бондаренко ознаменовало конец продвижения в рейтинге, а после поражения в четвертьфинале Открытого чемпионата США от набравшей оптимальную форму Анжелики Кербер Винчи опустилась в нём с восьмого на 15-е место. В парном разряде её выступления в этом сезоне были сведены к минимуму (лучший результат — 1/4 финала Олимпийского турнира в Рио-де-Жанейро с Сарой Эррани), что привело к первому с 2008 года вылету из первой сотни рейтинга. По ходу сезона ходили слухи о том, что Винчи вскоре завершит игровую карьеру, но сама спортсменка заявила, что намерена выступать и дальше.
В 2017 году Винчи выступала только в одиночном разряде, но и там её лучшими результатами были выходы в третий круг турниров WTA. После третьего четвертьфинала — в июне на Майорке — она до конца сезона приняла участие только в шести турнирах, на которых сумела выиграть только одну встречу, и досрочно завершила сезон в сентябре. Год итальянка закончила за пределами первой сотни рейтинга и в одиночном разряде. В конце года она объявила, что планирует завершить игровую карьеру после Открытого чемпионата Италии 2018 года. В начале нового сезона Винчи дважды (в Санкт-Петербурге и Будапеште) удавалось пробиться через квалификационное сито в основную сетку турниров WTA, но на премьер-турнирах она из квалификации уже не выходила. Проиграв Александре Крунич в трёх сетах в первом круге Открытого чемпионата Италии, Винчи, в тот момент занимавшая в рейтинге 191-е место, подтвердила, что это был последний матч в её 19-летней карьере.

## Итоговое место в рейтинге WTA по годам
| Год  | Одиночный рейтинг | Парный рейтинг |
| 2017 | 111               |                |
| 2016 | 18                | 188            |
| 2015 | 15                | 60             |
| 2014 | 49                | 1              |
| 2013 | 14                | 1              |
| 2012 | 16                | 1              |
| 2011 | 23                | 26             |
| 2010 | 38                | 40             |
| 2009 | 64                | 82             |
| 2008 | 83                | 220            |
| 2007 | 63                | 49             |
| 2006 | 102               | 72             |
| 2005 | 41                | 74             |
| 2004 | 115               | 25             |
| 2003 | 116               | 100            |
| 2002 | 182               | 33             |
| 2001 | 172               | 22             |
| 2000 | 324               | 228            |
| 1999 | 409               | 349            |
| 1998 | 639               | 589            |

## Выступления на турнирах

### Финалы турниров Большого шлема в одиночном разряде (1)

#### Поражения (1)
| №  | Год  | Турнир                 | Покрытие | Соперница в финале | Счёт       |
| 1. | 2015 | Открытый чемпионат США | Хард     | Флавия Пеннетта    | 6-7(4) 2-6 |

### Финалы турнировWTAв одиночном разряде (15)

#### Победы (10)
| Легенда: До 2009 года         | Легенда: С 2009 года    |
| ----------------------------- | ----------------------- |
| Турниры Большого Шлема (0+5*) |                         |
| Олимпиада (0)                 |                         |
| Итоговый чемпионат года (0)   |                         |
| 1-я категория (0)             | Premier Mandatory (0+2) |
| 2-я категория (0)             | Premier 5 (0+3)         |
| 3-я категория (1+1)           | Premier (1+2)           |
| 4-я категория (0+2)           | International (8+9)     |
| 5-я категория (0)             | International (8+9)     |

| Титулы по покрытиям | Титулы по месту проведения матчей турнира |
| ------------------- | ----------------------------------------- |
| Хард (3+11*)        | Зал (3+2)                                 |
| Грунт (6+11)        | Зал (3+2)                                 |
| Трава (1+2)         | Открытый воздух (7+22)                    |
| Ковёр (0)           | Открытый воздух (7+22)                    |

* количество побед в одиночном разряде + количество побед в парном разряде.
| №   | Дата            | Турнир                  | Покрытие | Соперница в финале | Счёт                   |
| 1.  | 25 февраля 2007 | Богота, Колумбия        | Грунт    | Татьяна Гарбин     | 6-7(5) 6-4 0-3 — отказ |
| 2.  | 19 апреля 2009  | Барселона, Испания      | Грунт    | Мария Кириленко    | 6-0 6-4                |
| 3.  | 24 октября 2010 | Люксембург              | Хард(i)  | Юлия Гёргес        | 6-3 6-4                |
| 4.  | 30 апреля 2011  | Барселона, Испания (2)  | Грунт    | Луция Градецкая    | 4-6 6-2 6-2            |
| 5.  | 18 июня 2011    | Хертогенбос, Нидерланды | Трава    | Елена Докич        | 6-7(7) 6-3 7-5         |
| 6.  | 10 июля 2011    | Будапешт, Венгрия       | Грунт    | Ирина-Камелия Бегу | 6-4 1-6 6-4            |
| 7.  | 25 августа 2012 | Грейпвайн, США          | Хард     | Елена Янкович      | 7-5 6-3                |
| 8.  | 14 апреля 2013  | Катовице, Польша        | Грунт(i) | Петра Квитова      | 7-6(2) 6-1             |
| 9.  | 14 июля 2013    | Палермо, Италия         | Грунт    | Сара Эррани        | 6-3 3-6 6-3            |
| 10. | 14 февраля 2016 | Санкт-Петербург, Россия | Хард(i)  | Белинда Бенчич     | 6-4 6-3                |

#### Поражения (5)
| №  | Дата             | Турнир                 | Покрытие | Соперница в финале | Счёт           |
| 1. | 17 апреля 2010   | Барселона, Испания     | Грунт    | Франческа Скьявоне | 1-6 1-6        |
| 2. | 13 июля 2014     | Бухарест, Румыния      | Грунт    | Симона Халеп       | 1-6 3-6        |
| 3. | 20 июля 2014     | Стамбул, Турция        | Хард     | Каролина Возняцки  | 1-6 1-6        |
| 4. | 23 мая 2015      | Нюрнберг, Германия     | Грунт    | Карин Кнапп        | 6-7(5) 6-4 1-6 |
| 5. | 12 сентября 2015 | Открытый чемпионат США | Хард     | Флавия Пеннетта    | 6-7(4) 2-6     |

### Финалы турнировITFв одиночном разряде (11)

#### Победы (9)
| Легенда:          |
| ----------------- |
| 100.000 USD (0)   |
| 75.000 USD (2+1*) |
| 50.000 USD (3+1)  |
| 25.000 USD (2+2)  |
| 10.000 USD (2+5)  |

| Титулы по покрытиям | Титулы по месту проведения матчей турнира |
| ------------------- | ----------------------------------------- |
| Хард (2+4*)         | Зал (4+2)                                 |
| Грунт (4+5)         | Зал (4+2)                                 |
| Трава (2)           | Открытый воздух (5+7)                     |
| Ковёр (1)           | Открытый воздух (5+7)                     |

* количество побед в одиночном разряде + количество побед в парном разряде.
| №  | Дата             | Турнир                    | Покрытие | Соперница в финале   | Счёт    |
| 1. | 29 августа 1999  | Кунео, Италия             | Грунт    | Штефани Хайднер      | 6-1 6-2 |
| 2. | 26 сентября 1999 | Лечче, Италия             | Грунт    | Штефани Хайднер      | 6-3 6-1 |
| 3. | 16 июля 2000     | Филикстоу, Великобритания | Трава    | Лорна Вудрофф        | 6-2 6-2 |
| 4. | 15 июля 2001     | Филикстоу, Великобритания | Трава    | Люси Ал              | 7-5 7-5 |
| 5. | 12 октября 2003  | Латина, Италия            | Грунт    | Галина Воскобоева    | 6-3 6-4 |
| 6. | 10 апреля 2005   | Динан, Франция            | Грунт    | Зузана Ондрашкова    | 7-5 7-5 |
| 7. | 15 октября 2006  | Жуэ-ле-Тур, Франция       | Хард(i)  | Виржини Раззано      | 6-3 6-1 |
| 8. | 3 декабря 2006   | Милан, Италия             | Ковёр(i) | Маргалита Чахнашвили | 6-2 6-4 |
| 9. | 28 сентября 2008 | Шрусбери, Великобритания  | Хард(i)  | Марет Ани            | 7-5 7-5 |

#### Поражения (2)
| №  | Дата           | Турнир           | Покрытие | Соперница в финале | Счёт    |
| 1. | 22 апреля 2001 | Хошимин, Вьетнам | Хард     | Ли На              | 4-6 5-7 |
| 2. | 2 ноября 2003  | Пуатье, Франция  | Хард(i)  | Каролина Шпрем     | 4-6 5-7 |

### Финалы турниров Большого шлема в парном разряде (8)

#### Победы (5)
| №  | Год  | Турнир                           | Покрытие | Партнёрша   | Соперницы в финале                | Счёт        |
| 1. | 2012 | Открытый чемпионат Франции       | Грунт    | Сара Эррани | Мария Кириленко Надежда Петрова   | 4-6 6-4 6-2 |
| 2. | 2012 | Открытый чемпионат США           | Хард     | Сара Эррани | Андреа Главачкова Луция Градецкая | 6-4 6-2     |
| 3. | 2013 | Открытый чемпионат Австралии     | Хард     | Сара Эррани | Эшли Барти Кейси Деллакква        | 6-2 3-6 6-2 |
| 4. | 2014 | Открытый чемпионат Австралии (2) | Хард     | Сара Эррани | Екатерина Макарова Елена Веснина  | 6-4 3-6 7-5 |
| 5. | 2014 | Уимблдон                         | Трава    | Сара Эррани | Тимея Бабош Кристина Младенович   | 6-1 6-3     |

#### Поражения (3)
| №  | Год  | Турнир                         | Покрытие | Партнёрша   | Соперницы в финале                | Счёт          |
| 1. | 2012 | Открытый чемпионат Австралии   | Хард     | Сара Эррани | Вера Звонарёва Светлана Кузнецова | 7-5, 4-6, 3-6 |
| 2. | 2013 | Открытый чемпионат Франции     | Грунт    | Сара Эррани | Екатерина Макарова Елена Веснина  | 5-7 2-6       |
| 3. | 2014 | Открытый чемпионат Франции (2) | Грунт    | Сара Эррани | Се Шувэй Пэн Шуай                 | 4-6 1-6       |

### Финалы турнировWTAв парном разряде (43)

#### Победы (25)
| №   | Дата             | Турнир                           | Покрытие | Партнёрша               | Соперницы в финале                            | Счёт           |
| 1.  | 12 февраля 2001  | Доха, Катар                      | Хард     | Сандрин Тестю           | Кристи Богерт Мириам Ореманс                  | 7-5 7-6(4)     |
| 2.  | 19 сентября 2005 | Порторож, Словения               | Хард     | Анабель Медина Гарригес | Елена Костанич-Тошич Катарина Среботник       | 6-4 5-7 6-2    |
| 3.  | 13 января 2006   | Канберра, Австралия              | Хард     | Марта Домаховска        | Лига Декмейере Клер Каррен                    | 7-6(5) 6-3     |
| 4.  | 11 апреля 2010   | Марбелья, Испания                | Грунт    | Сара Эррани             | Мария Кондратьева Ярослава Шведова            | 6-4 6-2        |
| 5.  | 17 апреля 2010   | Барселона, Испания               | Грунт    | Сара Эррани             | Татьяна Гарбин Тимея Бачински                 | 6-1 3-6 [10-2] |
| 6.  | 15 января 2011   | Хобарт, Австралия                | Хард     | Сара Эррани             | Катерина Бондаренко Лига Декмейере            | 6-3 7-5        |
| 7.  | 13 февраля 2011  | Паттайя, Таиланд                 | Хард     | Сара Эррани             | Чжэн Цзе Сунь Шэннань                         | 3-6 6-3 [10-5] |
| 8.  | 16 июля 2011     | Палермо, Италия                  | Грунт    | Сара Эррани             | Андреа Главачкова Клара Закопалова            | 7-5 6-1        |
| 9.  | 26 февраля 2012  | Монтеррей, Мексика               | Хард     | Сара Эррани             | Кимико Датэ-Крумм Чжан Шуай                   | 6-2 7-6(6)     |
| 10. | 3 марта 2012     | Акапулько, Мексика               | Грунт    | Сара Эррани             | Лурдес Домингес Лино Аранча Парра Сантонха    | 6-2 6-1        |
| 11. | 15 апреля 2012   | Барселона, Испания (2)           | Грунт    | Сара Эррани             | Франческа Скьявоне Флавия Пеннетта            | 6-0 6-2        |
| 12. | 13 мая 2012      | Мадрид, Испания                  | Грунт    | Сара Эррани             | Елена Веснина Екатерина Макарова              | 6-1 3-6 [10-4] |
| 13. | 20 мая 2012      | Рим, Италия                      | Грунт    | Сара Эррани             | Елена Веснина Екатерина Макарова              | 6-2 7-5        |
| 14. | 8 июня 2012      | Открытый чемпионат Франции       | Грунт    | Сара Эррани             | Мария Кириленко Надежда Петрова               | 4-6 6-4 6-2    |
| 15. | 23 июня 2012     | Хертогенбос, Нидерланды (2)      | Трава    | Сара Эррани             | Мария Кириленко Надежда Петрова               | 6-4 3-6 [11-9] |
| 16. | 9 сентября 2012  | Открытый чемпионат США           | Хард     | Сара Эррани             | Андреа Главачкова Луция Градецкая             | 6-4 6-2        |
| 17. | 25 января 2013   | Открытый чемпионат Австралии     | Хард     | Сара Эррани             | Эшли Барти Кейси Деллакква                    | 6-2 3-6 6-2    |
| 18. | 3 февраля 2013   | Париж, Франция                   | Хард(i)  | Сара Эррани             | Андреа Главачкова Лизель Хубер                | 6-1 6-1        |
| 19. | 17 февраля 2013  | Доха, Катар (2)                  | Хард     | Сара Эррани             | Надежда Петрова Катарина Среботник            | 2-6 6-3 [10-6] |
| 20. | 24 января 2014   | Открытый чемпионат Австралии (2) | Хард     | Сара Эррани             | Екатерина Макарова Елена Веснина              | 6-4 3-6 7-5    |
| 21. | 27 апреля 2014   | Штутгарт, Германия               | Грунт(i) | Сара Эррани             | Кара Блэк Саня Мирза                          | 6-2 6-3        |
| 22. | 11 мая 2014      | Мадрид, Испания (2)              | Грунт    | Сара Эррани             | Гарбинье Мугуруса Бланко Карла Суарес Наварро | 6-4 6-3        |
| 23. | 5 июня 2014      | Уимблдон                         | Трава    | Сара Эррани             | Тимея Бабош Кристина Младенович               | 6-1 6-3        |
| 24. | 10 августа 2014  | Монреаль, Канада                 | Хард     | Сара Эррани             | Кара Блэк Саня Мирза                          | 7-6(4) 6-3     |
| 25. | 10 января 2015   | Окленд, Новая Зеландия           | Хард     | Сара Эррани             | Сюко Аояма Рената Ворачова                    | 6-2 6-1        |

#### Поражения (18)
| №   | Дата            | Турнир                         | Покрытие | Партнёрша       | Соперницы в финале                           | Счёт              |
| 1.  | 18 октября 2001 | Цюрих, Швейцария               | Хард     | Сандрин Тестю   | Линдсей Дэвенпорт Лиза Реймонд               | 3-6 6-2 2-6       |
| 2.  | 31 января 2002  | Токио, Япония                  | Хард     | Элс Калленс     | Лиза Реймонд Ренне Стаббс                    | 1-6 1-6           |
| 3.  | 21 февраля 2002 | Дубай, ОАЭ                     | Хард     | Сандрин Тестю   | Мария Венто-Кабчи Барбара Риттнер            | 3-6 2-6           |
| 4.  | 22 февраля 2007 | Богота, Колумбия               | Грунт    | Флавия Пеннетта | Лурдес Домингес Лино Паола Суарес            | 6-1 3-6 [9-11]    |
| 5.  | 10 мая 2007     | Берлин, Германия               | Грунт    | Татьяна Гарбин  | Лиза Реймонд Саманта Стосур                  | 3-6 4-6           |
| 6.  | 17 мая 2007     | Рим, Италия                    | Грунт    | Татьяна Гарбин  | Натали Деши Мара Сантанджело                 | 4-6 1-6           |
| 7.  | 22 февраля 2010 | Акапулько, Мексика             | Грунт    | Сара Эррани     | Полона Херцог Барбора Заглавова-Стрыцова     | 6-2 1-6 [2-10]    |
| 8.  | 10 апреля 2011  | Марбелья, Испания              | Грунт    | Сара Эррани     | Нурия Льягостера Вивес Аранча Парра Сантонха | 6-3 4-6 [5-10]    |
| 9.  | 13 июня 2011    | Бирмингем, Великобритания      | Трава    | Сара Эррани     | Ольга Говорцова Алла Кудрявцева              | 6-1 1-6 [5-10]    |
| 10. | 27 августа 2011 | Нью-Хейвен, США                | Хард     | Сара Эррани     | Ольга Говорцова Чжуан Цзяжун                 | 5-7 2-6           |
| 11. | 27 января 2012  | Открытый чемпионат Австралии   | Хард     | Сара Эррани     | Вера Звонарёва Светлана Кузнецова            | 7-5 4-6 3-6       |
| 12. | 1 апреля 2012   | Майами, США                    | Хард     | Сара Эррани     | Мария Кириленко Надежда Петрова              | 6-7(0) 6-4 [4-10] |
| 13. | 11 января 2013  | Сидней, Австралия              | Хард     | Сара Эррани     | Надежда Петрова Катарина Среботник           | 3-6 4-6           |
| 14. | 19 мая 2013     | Рим, Италия (2)                | Грунт    | Сара Эррани     | Се Шувэй Пэн Шуай                            | 6-4 3-6 [8-10]    |
| 15. | 9 июня 2013     | Открытый чемпионат Франции     | Грунт    | Сара Эррани     | Екатерина Макарова Елена Веснина             | 5-7 2-6           |
| 16. | 10 января 2014  | Сидней, Австралия (2)          | Хард     | Сара Эррани     | Тимея Бабош Луция Шафаржова                  | 5-7 6-3 [7-10]    |
| 17. | 18 мая 2014     | Рим, Италия (3)                | Грунт    | Сара Эррани     | Квета Пешке Катарина Среботник               | 0-4 — отказ       |
| 18. | 8 июня 2014     | Открытый чемпионат Франции (2) | Грунт    | Сара Эррани     | Се Шувэй Пэн Шуай                            | 4-6 1-6           |

### Финалы турнировITFв парном разряде (14)

#### Победы (9)
| №  | Дата            | Турнир                    | Покрытие | Партнёрша        | Соперницы в финале                     | Счёт        |
| 1. | 12 апреля 1998  | Бриндизи, Италия          | Грунт    | Флавия Пеннетта  | Алёна Пауленкова Габриэла Волекова     | 6-4 7-6     |
| 2. | 10 мая 1998     | Куарту-Сант'Элена, Италия | Хард     | Флавия Пеннетта  | Гьяна Гутьеррес Галина Мизюрёва        | 6-3 6-0     |
| 3. | 28 марта 1999   | Кальяри, Италия           | Грунт    | Флавия Пеннетта  | Дэун Бат Ребекка Дженсен               | 6-3 4-6 6-3 |
| 4. | 22 августа 1999 | Альгеро, Италия           | Хард     | Флавия Пеннетта  | Сабина да Понте Валентина Сасси        | 6-2 6-1     |
| 5. | 29 августа 1999 | Кунео, Италия             | Грунт    | Сабина да Понте  | Кристина Колетто Эмануэла Фаллети      | 6-2 6-0     |
| 6. | 29 июля 2001    | Памплона, Испания         | Хард(i)  | Джулия Казони    | Труди Мусгрейв Джули Пуллин            | 7-6(2) 6-4  |
| 7. | 2 марта 2003    | Острава, Чехия            | Хард(i)  | Драгана Зарич    | Галина Воскобоева Магдалена Зденовцова | 6-2 6-4     |
| 8. | 12 октября 2003 | Латина, Италия            | Грунт    | Мара Сантанджело | Марет Ани Либуша Прушова               | 3-6 6-2 6-4 |
| 9. | 1 августа 2008  | Римини, Италия            | Грунт    | Мара Сантанджело | Штефани Фёгеле Катрин Вёрле            | 6-1 6-4     |

#### Поражения (5)
| №  | Дата             | Турнир                      | Покрытие | Партнёрша                | Соперницы в финале                                   | Счёт        |
| 1. | 26 сентября 1999 | Лечче, Италия               | Грунт    | Флавия Пеннетта          | Эрика Краут Ванесса Краут                            | 6-1 6-7 1-6 |
| 2. | 25 марта 2001    | Рим, Италия                 | Грунт    | Клаудиа Ивоне            | Ивета Бенешова Зузана Кучова                         | 4-6 6-4 4-6 |
| 3. | 6 мая 2001       | Таранто, Италия             | Грунт    | Антонелла Серра-Дзанетти | Ева Бес-Остарис Эужения Кьялво                       | 2-6 6-1 3-6 |
| 4. | 16 февраля 2003  | Саутгемптон, Великобритания | Хард(i)  | Джулия Казони            | Ольга Барабанщикова Надежда Островская               | 3-6 4-6     |
| 5. | 5 октября 2003   | Жирона, Испания             | Грунт    | Любомира Бачева          | Кончита Мартинес-Гранадос Мария Хосе Мартинес Санчес | 5-7 3-6     |

### Финалы командных турниров (5)

#### Победы (4)
| №  | Год  | Турнир              | Команда                                               | Соперник в финале                                      | Счёт в финале |
| -- | ---- | ------------------- | ----------------------------------------------------- | ------------------------------------------------------ | ------------- |
| 1. | 2006 | Кубок Федерации     | Италия Р.Винчи, Ф.Пеннетта, М.Сантанджело, Ф.Скьявоне | Бельгия К.Флипкенс, Ж.Энен                             | 3-2           |
| 2. | 2009 | Кубок Федерации (2) | Италия Р.Винчи,Ф.Пеннетта, Ф.Скьявоне, С.Эррани       | США А.Глатч, М.Уден, Л.Хубер, В.Кинг                   | 4-0           |
| 3. | 2010 | Кубок Федерации (3) | Италия Не играла в финале.                            | США К.Вандевеге, М.Уден, Б.Маттек-Сандс                | 3-1           |
| 4. | 2013 | Кубок Федерации (4) | Италия С.Эррани,Р.Винчи,Ф.Пеннетта, К.Кнапп           | Россия А.Панова, И.Хромачёва, А.Клейбанова, М.Гаспарян | 4-0           |

#### Поражения (1)
| №  | Год  | Турнир          | Команда                                   | Соперник в финале                           | Счёт в финале |
| -- | ---- | --------------- | ----------------------------------------- | ------------------------------------------- | ------------- |
| 1. | 2007 | Кубок Федерации | Италия Р.Винчи, М.Сантанджело, Ф.Скьявоне | Россия Е.Веснина, С.Кузнецова, А.Чакветадзе | 0-4           |

## История выступлений на турнирах
| Турнир                       | 2001          | 2002          | 2003          | 2004  | 2005          | 2006          | 2007          | 2008  | 2009          | 2010          | 2011          | 2012  | 2013          | 2014          | 2015          | 2016  | 2017  | Итог   | В/П за карьеру |
| ---------------------------- | ------------- | ------------- | ------------- | ----- | ------------- | ------------- | ------------- | ----- | ------------- | ------------- | ------------- | ----- | ------------- | ------------- | ------------- | ----- | ----- | ------ | -------------- |
| Турниры Большого Шлема       |               |               |               |       |               |               |               |       |               |               |               |       |               |               |               |       |       |        |                |
| Открытый чемпионат Австралии | -             | К             | К             | К     | К             | 3Р            | 1Р            | 1Р    | 1Р            | 3Р            | 1Р            | 2Р    | 3Р            | 1Р            | 2Р            | 3Р    | 1Р    | 0 / 12 | 10-12          |
| Открытый чемпионат Франции   | -             | К             | К             | 1Р    | 1Р            | 1Р            | 1Р            | К     | 1Р            | 2Р            | 3Р            | 1Р    | 4Р            | 1Р            | 1Р            | 1Р    | 1Р    | 0 / 13 | 6-13           |
| Уимблдон                     | -             | 1Р            | К             | К     | 3Р            | -             | 2Р            | К     | 3Р            | 2Р            | 3Р            | 4Р    | 4Р            | 1Р            | 1Р            | 3Р    | 1Р    | 0 / 12 | 16-12          |
| Открытый чемпионат США       | 1Р            | К             | -             | 1Р    | 1Р            | 1Р            | 1Р            | 2Р    | 1Р            | 1Р            | 3Р            | 1/4   | 1/4           | 3Р            | Ф             | 1/4   | 1Р    | 0 / 15 | 22-15          |
| Итог                         | 0 / 1         | 0 / 1         | 0 / 0         | 0 / 2 | 0 / 3         | 0 / 3         | 0 / 4         | 0 / 3 | 0 / 4         | 0 / 3         | 0 / 4         | 0 / 4 | 0 / 4         | 0 / 4         | 0 / 4         | 0 / 4 | 0 / 4 | 0 / 52 |                |
| В/П в сезоне                 | 0-1           | 0-1           | 0-0           | 0-2   | 2-3           | 2-3           | 1-4           | 1-2   | 2-4           | 4-4           | 6-4           | 8-4   | 12-4          | 2-4           | 6-4           | 8-4   | 0-4   |        | 54-52          |
| Олимпийские игры             |               |               |               |       |               |               |               |       |               |               |               |       |               |               |               |       |       |        |                |
| Летняя олимпиада             | Не проводился | Не проводился | Не проводился | -     | Не проводился | Не проводился | Не проводился | -     | Не проводился | Не проводился | Не проводился | 1Р    | Не проводился | Не проводился | Не проводился | 1Р    | НП    | 0 / 2  | 0-2            |

К — проигрыш в квалификационном турнире.
| Турнир                       | 2001  | 2002  | 2003  | 2004  | 2005  | 2006  | 2007  | 2008  | 2009  | 2010  | 2011  | 2012  | 2013  | 2014  | 2015  | 2016  | Итог   | В/П за карьеру |
| ---------------------------- | ----- | ----- | ----- | ----- | ----- | ----- | ----- | ----- | ----- | ----- | ----- | ----- | ----- | ----- | ----- | ----- | ------ | -------------- |
| Турниры Большого Шлема       |       |       |       |       |       |       |       |       |       |       |       |       |       |       |       |       |        |                |
| Открытый чемпионат Австралии | -     | 3Р    | 1Р    | 1/4   | 1Р    | 1Р    | 2Р    | 2Р    | 2Р    | 2Р    | 1Р    | Ф     | П     | П     | 3Р    | 3Р    | 2 / 15 | 30-13          |
| Открытый чемпионат Франции   | 1/4   | 1/4   | 1Р    | 1/2   | 1Р    | 3Р    | 1Р    | 1Р    | 1Р    | 2Р    | 3Р    | П     | Ф     | Ф     | 3Р    | -     | 1 / 15 | 33-14          |
| Уимблдон                     | -     | 3Р    | 1Р    | 3Р    | 1Р    | -     | 1Р    | -     | 1Р    | 3Р    | 3Р    | 1/4   | 3Р    | П     | 3Р    | 1Р    | 1 / 13 | 20-11          |
| Открытый чемпионат США       | 1/2   | 1Р    | -     | 1Р    | 3Р    | 2Р    | 1Р    | -     | 1Р    | 1Р    | 1/4   | П     | 1/4   | 2Р    | 3Р    | -     | 1 / 13 | 22-12          |
| Итог                         | 0 / 2 | 0 / 4 | 0 / 3 | 0 / 4 | 0 / 4 | 0 / 3 | 0 / 4 | 0 / 2 | 0 / 4 | 0 / 4 | 0 / 4 | 2 / 4 | 1 / 4 | 2 / 4 | 0 / 4 | 0 / 2 | 5 / 56 |                |
| В/П в сезоне                 | 7-2   | 7-3   | 0-3   | 9-4   | 2-4   | 3-3   | 1-4   | 1-2   | 1-4   | 4-4   | 7-4   | 19-2  | 16-3  | 18-2  | 8-4   | 2-2   |        | 105-50         |

| Турнир                       | 2002  | 2005  | 2007  | 2011  | 2012  | Итог  | В/П за карьеру |
| ---------------------------- | ----- | ----- | ----- | ----- | ----- | ----- | -------------- |
| Турниры Большого Шлема       |       |       |       |       |       |       |                |
| Открытый чемпионат Австралии | 1Р    | 1Р    | -     | 1Р    | 1/2   | 0 / 4 | 3-4            |
| Открытый чемпионат Франции   | 1/4   | -     | -     | -     | -     | 0 / 1 | 2-1            |
| Уимблдон                     | 2Р    | -     | 1Р    | -     | 3Р    | 0 / 3 | 2-3            |
| Итог                         | 0 / 3 | 0 / 1 | 0 / 1 | 0 / 1 | 0 / 2 | 0 / 8 |                |
| В/П в сезоне                 | 3-3   | 0-1   | 0-1   | 0-1   | 4-2   |       | 7-8            |